# Чемберлин, Ральф
Ральф Чемберлин (англ. Ralph Vary Chamberlin; 3 января 1879 года, Солт-Лейк-Сити, США — 31 октября 1967 года, там же) — американский биолог, крупный арахнолог, этнограф и историк, профессор, академик Нью-Йоркской Академии наук и Академии наук штата Юта. Был преподавателем Университета Юты более 25 лет (1904—1908, 1925—1948), где помог основать Медицинскую школу и был её первым деканом, а позже возглавил кафедру зоологии. Он также преподавал в Университете Бригама Янга (1908—1911) и Пенсильванском университете (1911—1913) и более десяти лет работал в Музее сравнительной зоологии (1913—1925) Гарвардского университета.
Описал около 4000 видов животных в более чем 400 научных публикациях. Он специализировался на паукообразных (пауках, скорпионах и их родственниках) и многоножках, занимая место среди самых плодовитых арахнологов и специалистов по многоножкам в истории. Он описал более 1400 видов пауков, 1000 видов многоножек, включая большинство североамериканских многоножек. Он также провёл новаторские этнобиологические исследования индейцев племени гошуты и других коренных народов Большого бассейна, каталогизировав местные названия и культурное использование растений и животных.
Чемберлин был членом Церкви Иисуса Христа Святых последних дней (Церковь СПД). В начале двадцатого века Чемберлин входил в четвёрку популярных мормонских профессоров Университета Бригама Янга, чьё преподавание эволюции и библейской критики вызвало в 1911 году разногласия между университетскими и церковными чиновниками, что в конечном итоге привело к отставке его и двух других профессоров, несмотря на широкое распространение поддержки со стороны студентов, событие, описанное как «первое столкновение мормонизма с модернизмом».

## Биография

### Ранние годы и образование
Родился в семье строителя William Henry Chamberlin (1849—1915), и Eliza Frances Chamberlin (née Brown; 1852—1930). Чемберлин проследил свою родословную по отцовской линии до английского иммигранта, поселившегося в Колонии Массачусетского залива в 1638 году, а по материнской линии — до старинной семьи Пенсильванских голландцев.
Рождённый в семье мормонов, юный Чемберлин посещал среднюю школу Latter-day Saints' High School и, хотя очень интересовался природой, сначала решил изучать математику и искусство, прежде чем выбрать биологию. Его брат Уильям, старший из 12 детей, также разделял научные интересы Ральфа и позже преподавал вместе с ним. Ральф учился в Университете Юты, получив степень бакалавра наук в 1898 году и впоследствии провёл четыре года, преподавая в средней школе и некоторых колледжах курсы биологии, а также геологии, химии, физики, латыни и немецкого языка в Университете Святых последних дней (ныне это колледж). К 1900 году он написал девять научных публикаций.
Летом 1902 года Чемберлин учился на морской станции Хопкинса Стэнфордского университета, а с 1902 по 1904 год учился в Корнеллском университете по стипендии Голдвина Смита и был членом научных обществ Gamma Alpha и Sigma Xi. Он учился у энтомолога Джона Генри Комстока и получил докторскую степень в 1904 году. Его диссертация представляла собой таксономическую ревизию пауков-волков Северной Америки, в которой он рассмотрел все известные виды к северу от Мексики, признав 67 из примерно 150 номинальных видов отдельными и узнаваемыми. Зоолог Томас Х. Монтгомери считал монографию Чемберлина одной из «определённо важных» в использовании структуры педипальп (мужских репродуктивных органов) для определения родов и в подробных описаниях видов.
В качестве профессора преподавал с 1904 года в Университеты Юты (1904—1908, 1925—1948), где помог основать Медицинскую школу и был её первым деканом (1905—1907).
Он также преподавал в Университете Бригама Янга (1908—1911) и Пенсильванском университете (1911—1913) и более десяти лет работал в Музее сравнительной зоологии (1913—1925) Гарвардского университета в Кембридж (Массачусетс).

### Начало карьеры и Университет Юты
Именно профессору Чемберлину следует отдать должное за начало медицинского обучения в Университете штата Юта. 
It is to Professor Chamberlin that credit should be given for starting medical training in the University of Utah.
Maxwell M. Wintrobe (1982)

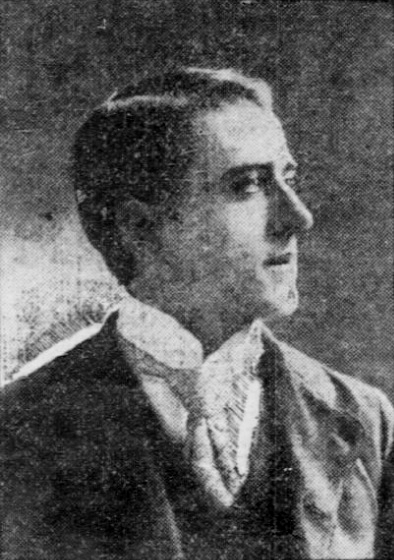
Чемберлин в начале карьеры

После возвращения из Корнелла Чемберлин был принят на работу в Университет Юты, где работал с 1904 по 1908 год в качестве доцента (1904—1905), а затем профессора. Вскоре он начал улучшать курсы биологии, которые в то время предназначались только для средней школы, до университетских стандартов, и ввёл новые курсы по гистологии и эмбриологии позвоночных. Он был первым деканом Медицинской школы Университета Юты с 1905 по 1907 год. Летом 1906 года его планы преподавать летний курс эмбриологии в Чикагском университете были отменены, когда он получил серьёзную травму при падении, сломав две кости ноги и перерезав артерию в ноге. В 1907 году официальные лица университета решили объединить медицинскую школу с существующим отделом, что сделало деканство Чемберлена ненужным. Он ушёл с поста декана в мае 1907 года, но остался преподавателем. Студенты-медики категорически возражали, приписывая успехи школы за последние несколько лет в основном его усилиям.
В конце 1907 — начале 1908 года Чемберлин был вовлечён в ожесточённый судебный процесс с коллегой-профессором из Юты Айрой Д. Кардифф, который стоил им обоим работы.

### Университет Бригама Янга
В 1908 году Чемберлин возглавил факультет биологии в Университете Бригама Янга (BYU), университете, принадлежащем и управляемом Церковью Иисуса Христа Святых последних дней (Церковь СПД), в период, когда президент BYU Джордж Х. Бримхолл стремился повысить его академический статус. Профессор Колледжа СПД Дж. Х. Пол в письме Бримхоллу написал, что Чемберлин был «одним из выдающихся натуралистов в мире, хотя, я думаю, ему всего около 28 лет. Я не встречал ему равных … Мы не должны его упустить». Чемберлин руководил расширением предлагаемых курсов биологии и вместе со студентами проводил поездки по сбору насекомых. Чемберлин присоединился к паре недавно взятых на факультет братьев, Джозефу и Генри Петерсонам, которые преподавали психологию и педагогику. Чемберлин и двое Петерсонов работали над повышением интеллектуального авторитета университета. В 1909 году собственный брат Чемберлина Уильям Х. Чемберлин был нанят для преподавания философии. Четыре учёных и все активные члены Церкви были известны тем, что проповедовали современные научные и философские идеи и поощряли оживлённые дебаты и дискуссии. Чемберлины и Петерсоны считали, что теория эволюции совместима с религиозными воззрениями, и продвигали историческую критику Библии, точку зрения, согласно которой содержащиеся в ней писания следует рассматривать в контексте того времени: Ральф Чемберлин публиковал эссе в White and Blue, студенческой газете BYU, утверждая, что еврейские легенды и исторические писания не следует понимать буквально. В эссе под названием «Некоторые ранние еврейские легенды» Чемберлин пришёл к выводу: «Только детский и незрелый ум может проиграть, узнав, что многое в Ветхом Завете поэтично и что некоторые истории не соответствуют исторической действительности». Чемберлин считал, что эволюция объясняет не только происхождение организмов, но и человеческие богословские убеждения.

В конце 1910 года жалобы руководителей университета вдохновили на расследование преподавания профессоров. Эссе Чемберлина 1911 года «Эволюция и теологическая вера» вызвало особенно возражения у школьных чиновников. В начале 1911 года Ральфу Чемберлину и братьям Петерсон был предложен выбор: либо прекратить преподавать эволюцию, либо потерять работу. Три профессора пользовались популярностью среди студентов и преподавателей, отрицавших, что учение об эволюции разрушает их веру. Студенческая петиция в поддержку профессоров, подписанная более чем 80 % студенчества, была направлена в администрацию, а затем и в местные газеты. Вместо того, чтобы изменить своё учение, трое обвиняемых профессоров ушли в отставку в 1911 году, а Уильям Чемберлин остался ещё на пять лет.

В 1910 году Чемберлин был избран членом Американской ассоциации развития науки.

### Пенсильвания и Гарвард
Покинув Бригама Янга, Чемберлин работал лектором и научным сотрудником Фонда Джорджа Лейба Харрисона в Пенсильванском университете с 1911 по 1913 год. С марта 1913 года по 31 декабря 1925 года он был куратором паукообразных, многоножек и червей в Музее сравнительной зоологии Гарвардского университета, где были сделаны многие его научные работы. Здесь его публикации включали обзоры всех известных многоножек Центральной Америки и Вест-Индии и описания животных, собранных Канадской арктической экспедицией (1913—1916), экспедициями университетов Стэнфорда и Йеля в Южную Америку и различными экспедициями исследовательского судна USS Albatross. Он был избран членом Американского общества естествоиспытателей и Американского общества зоологов в 1914 году, а в 1919 году занимал пост второго вице-президента Энтомологического общества Америки. Он работал техническим экспертом в Совете по садоводству США и Биологической службе США с 1923 до середины 1930-х годов.

### Возвращение в Юту
Чемберлин вернулся в Университет штата Юта в 1925 году, где он был назначен заведующим кафедрами зоологии и ботаники. Когда он прибыл, факультет состоял из одного зоолога, одного ботаника и инструктора. Вскоре он начал расширять размер и разнообразие программы биологии, и к моменту его выхода на пенсию преподавательский состав состоял из 16 профессоров, семи инструкторов и трёх специальных лекторов. По словам Стерлинга М. Макмеррина, он был самым знаменитым учёным университета, а его курс эволюции был одним из самых популярных в кампусе. Он основал журнал Biological Series of the University of Utah и руководил выпускными работами нескольких студентов, которые сделали выдающуюся карьеру, в том числе Уиллис Герч, Уилтон Айви, Уильям Х. Беле и Стивен Д. Дюррант; последние трое позже присоединятся к Чемберлину в качестве преподавателей. В 1930—1939 Чемберлин был секретарём-казначеем Совета по борьбе с комарами Солт-Лейк-Сити (Salt Lake City Mosquito Abatement Board) и провёл исследования комаров региона, выявив болота, контролируемые местными охотничьими клубами, как основной источник солончаковых комаров, досаждающих городу. В 1938—1939 он взял годичный творческий отпуск, во время которого он учился в европейских университетах и музеях, председательствовал на секции Международного конгресса энтомологов в Берлине и позже изучал биологию и археологию в Мексике и Южной Америке. В 1942 году он получил почётную степень доктора наук Университета Юты. Он вышел на пенсию в 1948 году, а в 1957 году Общество Phi Sigma Society штата Юта провело почётную церемонию, на которой портрет Чемберлина, написанный Элвином Л. Гиттинсом (1922—1981), был подарен университету, а также издана памятная книга. В 1960 году Ассоциация выпускников Университета Юты наградила Чемберлина премией Founders Day Award for Distinguished Alumni для выдающихся выпускников, высшей наградой университета
Где бы он ни был, [Чемберлин] вызывал у студентов необычайную стимуляцию, многие проникались его энтузиазмом в использовании точных, проверенных знаний. Многие уловили видение того, что может означать человеческая жизнь, если рассматривать её в свете эволюционного фона человека и интерпретировать с точки зрения его зарождающегося интеллекта, который превзошёл многих его животных-конкурентов в эволюционной гонке».

Ангус и Грейс Вудбери (1958)
Wherever he has been, [Chamberlin] has produced unusual stimulation in students, many becoming imbued with his enthusiasm for the use of accurate, tested knowledge. Many caught the vision of what human life can mean when viewed in the light of man's evolutionary background and interpreted in terms of his emerging intelligence which has outdistanced so many of his animal competitors in the evolutionary race."
Angus and Grace Woodbury (1958)
Коллеги из Юты отметили Чемберлина за то, что он на протяжении всей своей жизни был поборником научного метода и прививал своим ученикам идеи о том, что для объяснения человеческого существования необходимо использовать естественные процессы. Ангус и Грейс Вудбери писали, что одним из его величайших вкладов в культуру была его способность «мягко вести наивного студента с твёрдыми религиозными убеждениями вокруг той широкой пропасти, которая отделяла его от тренированного научного ума, не толкая его в пропасть отчаяния и иллюзий». Его влияние продолжалось, когда его ученики становились учителями, постепенно увеличивая понимание эволюции и натуралистических взглядов. Его коллега и бывший ученик Стивен Дюррант заявил, что «словом и особенно наставлением он научил нас усердию, любознательности, любви к истине и особенно научной честности». Дюррант сравнил Чемберлина с известными биологами, такими как Спенсер Фуллертон Бэрд и Клинтон Харт Мерриам, по объёму его вклада в науку.

### Личная жизнь и смерть
9 июля 1899 года Чемберлин женился на Дейзи Фергюсон из Солт-Лейк-Сити, от которой у него было четверо детей: Бет, Ральф, Делла и Рут. Его первый брак закончился разводом в 1910 году. 28 июня 1922 года он женился на Эдит Саймонс, также из Солт-Лейк-Сити, от которой у него было шестеро детей: Элиот, Фрэнсис, Хелен, Ширли, Эдит и Марта Сью. Его сын Элиот стал математиком и в 40 лет профессором Университета Юты. Вторая жена Чемберлина умерла в 1965 году, а сам Чемберлин умер в Солт-Лейк-Сити после непродолжительной болезни 31 октября 1967 года в возрасте 88 лет. У него осталось 10 детей, 28 внуков и 36 правнуков.

## Научный вклад

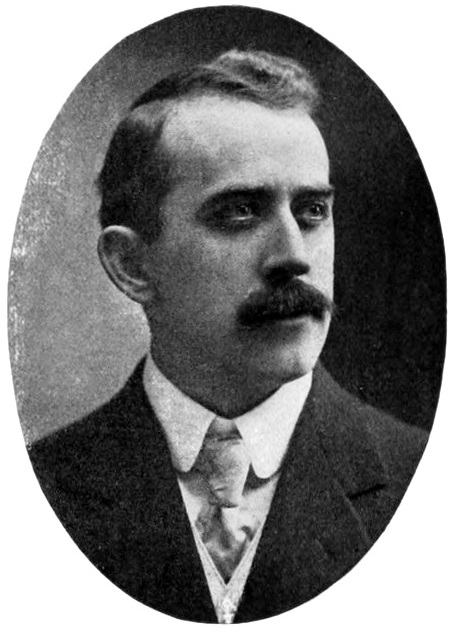
Чемберлин, 1908 год

Автор более 400 публикаций за более чем 60 лет. Большинство его исследований касалось таксономии членистоногих и других беспозвоночных, но его работа также включала статьи по фольклору, экономике, антропологии, языку, ботанике, анатомии, гистологии, философии, образованию и истории. Он был членом Американского общества естествоиспытателей, Ботанического клуба Торри, Нью-Йоркской академии наук, Бостонского общества естественной истории, Биологического общества Вашингтона и Академии наук штата Юта.

### Таксономия
Чемберлин был плодовитым таксономистом беспозвоночных животных, который назвал и описал более 4000 видов, специализируясь на изучении паукообразных (пауки, скорпионы и их родственники) и многоножек, а также публиковался по моллюскам, морским червям, насекомым. К 1941 году он описал не менее 2000 видов, а к 1957 году описал в общей сложности 4225 новых видов, 742 новых рода, 28 новых семейств и 12 отрядов. Таксономические публикации Чемберлина продолжали появляться по крайней мере до 1966 года.
Чемберлин входит в число самых плодовитых арахнологов в истории. В обзоре самых плодовитых систематиков пауков 2013 года Чемберлин занял пятое место по общему количеству описанных видов (1475) и восьмое место по количеству видов, которые все ещё валидны (984), то есть не таксономические синонимы ранее описанных видов (крупный результат в мире после Эжена Симона и Нормана Платника). В Университете Юты Чемберлин написал несколько работ в соавторстве со своими учениками Уилтоном Иви и Уиллисом Дж. Герчем, которые впоследствии стали известными учеными-арахнологами, а «знаменитый дуэт (famous duo)» Чамберлина и Иви описал совместно сотни видов. Чемберлин описал сам или описал совместно более трети из 621 видов пауков, которые встречается в его родной Юте. Чемберлин также был ведущим специалистом по североамериканским тарантулам, описавшим более 60 видов. Чемберлин работал и с другими группами паукообразных, включая скорпионов, сенокосцев и шизомид и описал несколько псевдоскорпионов со своим племянником Джозефом К. Чемберлином (1898—1962), который сам был известным арахнологом.
Другой важной областью исследований Чемберлина были многоножки. Он публиковал статьи о многоножках ещё в 1901 году, а между тем и примерно с 1960 года был крупнейшим исследователем североамериканских многоножек, ответственным за наименования подавляющего большинства североамериканских видов и многих видов со всего мира. Кроме того, он описал и назвал более 1000 видов многоножек, войдя в тройку самых плодовитых систематиков многоножек в истории. Его «Checklist of the millipeds of North America» 1958 года, составленный за восемь лет учёта всех находок видов к северу от Мексики, представляет собой почти 600%-ное увеличение числа видов, зарегистрированных по сравнению с предыдущим таким списком, опубликованным более 50 лет назад, хотя в самой работе не было описано никаких новых видов. Чемберлин также написал статьи о многоножках, пауроподах и симфилах в издание Британской энциклопедии 1961 года.
Чемберлин изучал не только членистоногих, но и мягкотелых беспозвоночных. Он описал более 100 новых видов и 22 новых рода многощетинковых червей (Polychaeta) в двухтомном труде, который бывший директор Морской станции Хопкинса при Стэнфордском университете считает одним из «великих памятников» таксономии кольчатых червей и опубликовал работу о фауне моллюсков Юты. Он был редактором раздела сипункулидов, а также многоножек в базе данных академического реферативного журнала Biological Abstracts. Уильям Беле отметил, что он также внёс косвенный вклад в орнитологию, в том числе возглавил несколько многодневных экспедиций по сбору образцов и руководил исследованиями для выпускников Стивена Дюрранта, который работал с дикими птицами Юты, и самого Беле, изучавшего гнездящихся птиц Большого Соленого озера.
После смерти Чемберлина его коллекция из примерно 250 000 экземпляров пауков была передана в дар Американскому музею естественной истории в Нью-Йорке, что укрепило статус музея как крупнейшего в мире хранилища паукообразных. Точно так же его коллекция многоножек была размещена в Национальном музее естественной истории в Вашингтоне (округ Колумбия), что помогло сделать этот музей крупнейшей в мире коллекцией типовых экземпляров многоножек — отдельных образцов организмов, используемых для описания видов.

### Исследования культуры индейцев Большого Бассейна
В начале своей карьеры Чемберлин изучал язык и обычаи коренных народов Большого Бассейна на западе Северной Америки. Он работал с индейцами племени гошуты из группы западных шошонов, чтобы задокументировать использование ими более 300 растений в продуктах питания, напитках, лекарствах и строительных материалах — их этноботанику, — а также названия и значения растений на языке гошуты. Его итоговая публикация «The Ethno-botany of the Gosiute Indians of Utah» считается первым крупным этноботаническим исследованием одной группы народов Большого Бассейна:103. Он также опубликовал обзоры животных и анатомических терминов гошуты, мест и личных имён, и сборник названий растений народа юте. Одним из более поздних коллег Чемберлина по Университету штата Юта был антрополог Джулиан Стюард, известный как основатель культурной экологии. Сам Стюард охарактеризовал работу Чемберлина как «великолепную», а антрополог Вирджиния Кернс пишет, что опыт Чемберлина с коренными культурами Большого Бассейна облегчил собственные культурологические исследования Стюарда: «с точки зрения экологических знаний [молодые информаторы Стюарда], вероятно, не могли сравниться со старейшинами, которые инструктировали Чемберлина. Это сделало его исследование этноботаники гошуты ещё более ценным для Стюарда»:285. Чемберлин дал производные от гошуты названия некоторым описанным им организмам, таким как паук Pimoa, что означает «большие ноги», и многощетинковый червь Sonatsa (Polychaeta), что означает «много крючков» на языке гошуты.

### Другие работы
Деятельность Чемберлина выходила за рамки биологии и антропологии и включала исторические, философские и богословские труды. В университете BYU он опубликовал несколько статей в студенческой газете на такие темы, как историческая критика Библии и связь эволюционной теории с религиозными верованиями. В 1925 году он описал биографию и философские взгляды своего брата Уильяма Х. Чемберлина (1870—1921), профессора, философа и теолога, который умер несколькими годами ранее. Философ из Юты Стерлинг Макмуррин заявил, что биография «оказала значительное влияние» на его собственную жизнь, и отметил, что «тот факт, что в книге адекватно и убедительно представлена философская мысль У. Х. Чемберлина, показывает философскую компетентность Ральфа Чемберлина»:70.

## Религиозные взгляды
Чемберлин искренне верил в теорию эволюции Дарвина, включая её наименее желательные последствия, такие как жестокость природы, подразумеваемая естественным отбором, и происхождение человека от низших приматов. Ясно также, что Чемберлин был набожным мормоном… Чемберлин считал, что, поскольку наука и религия — разные части одной вечной истины, их можно примирить. 
Chamberlin believed wholeheartedly in Darwin's theory of evolution including its least desirable implications such as the brutality of nature implied by natural selection and the descent of man from lower primates. It is also clear that Chamberlin was a devout Mormon ... Chamberlin believed that since science and religion were different parts of one eternal truth they could be
reconciled.
Tim S. Reid (1997)
Чемберлин был мормоном, активным членом Церкви Иисуса Христа Святых последних дней (Церковь СПД). Он считал, что между религией и наукой не должно быть вражды. Президент университета Джордж У. МакКьюн описал встречу 1922 года, на которой Чемберлин утверждал «о том, что все его труды и исследования в научных лабораториях, хотя и очень интересные и в значительной степени удовлетворяющие интеллект, не удовлетворяют душу человека, и что он жаждал чего-то большего». Чемберлин свидетельствовал о том, что он знал, что «наша Церковь — истинная Церковь Иисуса Христа». Однако Стерлинг Макмеррин заявил, что «пауки отличаются от метафизики, и я думаю, что Ральф не был таким набожным мормоном»:70.

## Основные труды

### Биология
- The Meaning of Organic Evolution. — Provo, Utah : Self-published, 1911. — P. 1–138.
- Chamberlin, Ralph Vary (1919). The Annelida Polychaeta. Memoirs of the Museum of Comparative Zoology at Harvard College. 31: 1–514, 80 plates.
- Chamberlin, Ralph Vary (1920). The Myriopoda of the Australian region. Bulletin of the Museum of Comparative Zoology. 64: 1–235.
- A hundred new species of American spiders (PDF). Bulletin of the University of Utah. 32 (13): 1–117. 1942. (вместе с Wilton Ivie)
- Checklist of the millipeds of North America. Bulletin of the United States National Museum. 212: 1–236. 1958. (вместе с Richard L. Hoffman)

### История, этнография, биографии
- The Life and Philosophy of W. H. Chamberlin. — Salt Lake City : Deseret News Press, 1925.
- Memories of John Rockey Park. — Salt Lake City : University of Utah Press, 1949.
- Life Sciences at the University of Utah: Background and History. — Salt Lake City : University of Utah Press, 1950. — P. 1–417.
- The University of Utah, a History of its First Hundred Years, 1850 to 1950. — Salt Lake City : University of Utah Press, 1960. — P. 1–668.
- The Exploration of the Colorado River in 1869 and 1871–1872. — Reprinted from Utah Historical Quarterly v. 15, 1947. — Salt Lake City : University of Utah Press, 2009. — ISBN 978-0-87480-963-3. (вместе с William C. Darrah и Charles Kelly)

## Признание
Был членом многих научных организаций.
- Американская ассоциация содействия развитию науки
- Нью-Йоркская академия наук
- Utah Academy of Sciences
- American Society of Naturalists[англ.]
- Torrey Botanical Club[англ.]
- Biological Society of Washington[англ.]
- Boston Society of Natural History[англ.]

## Эпонимия

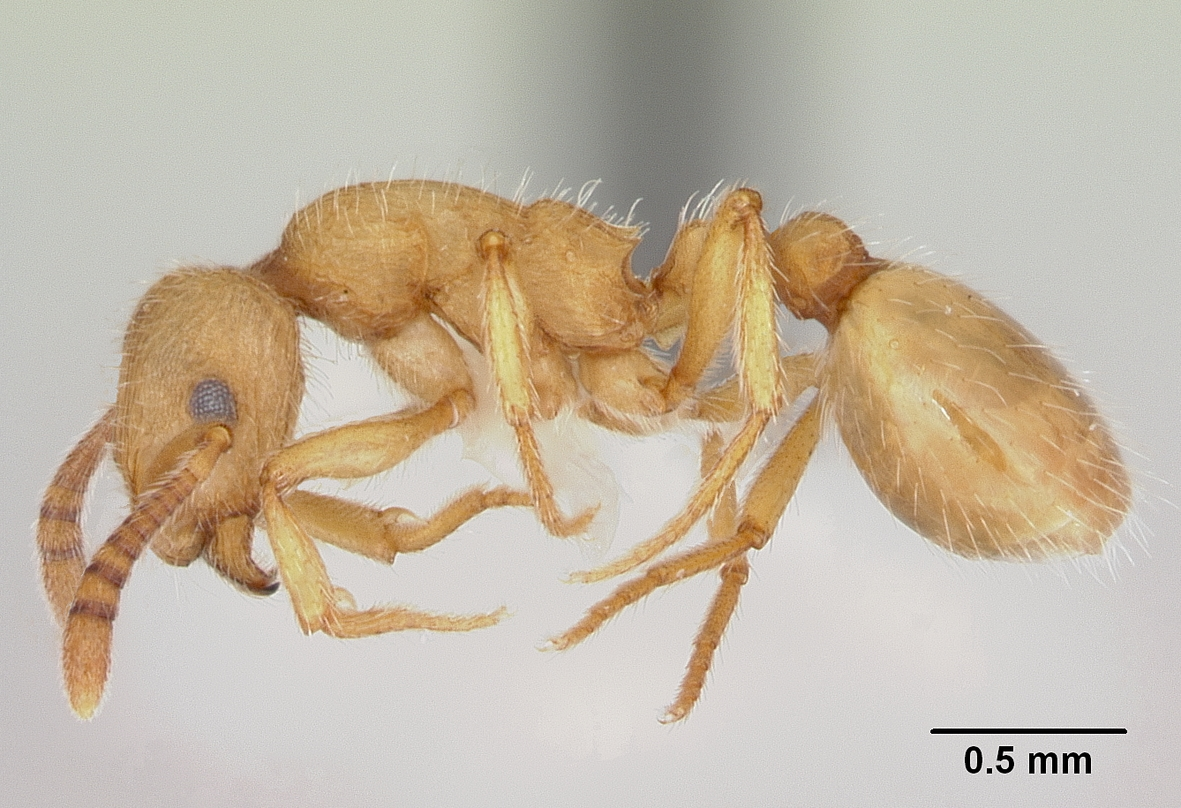
Рабочий муравей Formicoxenus chamberlini

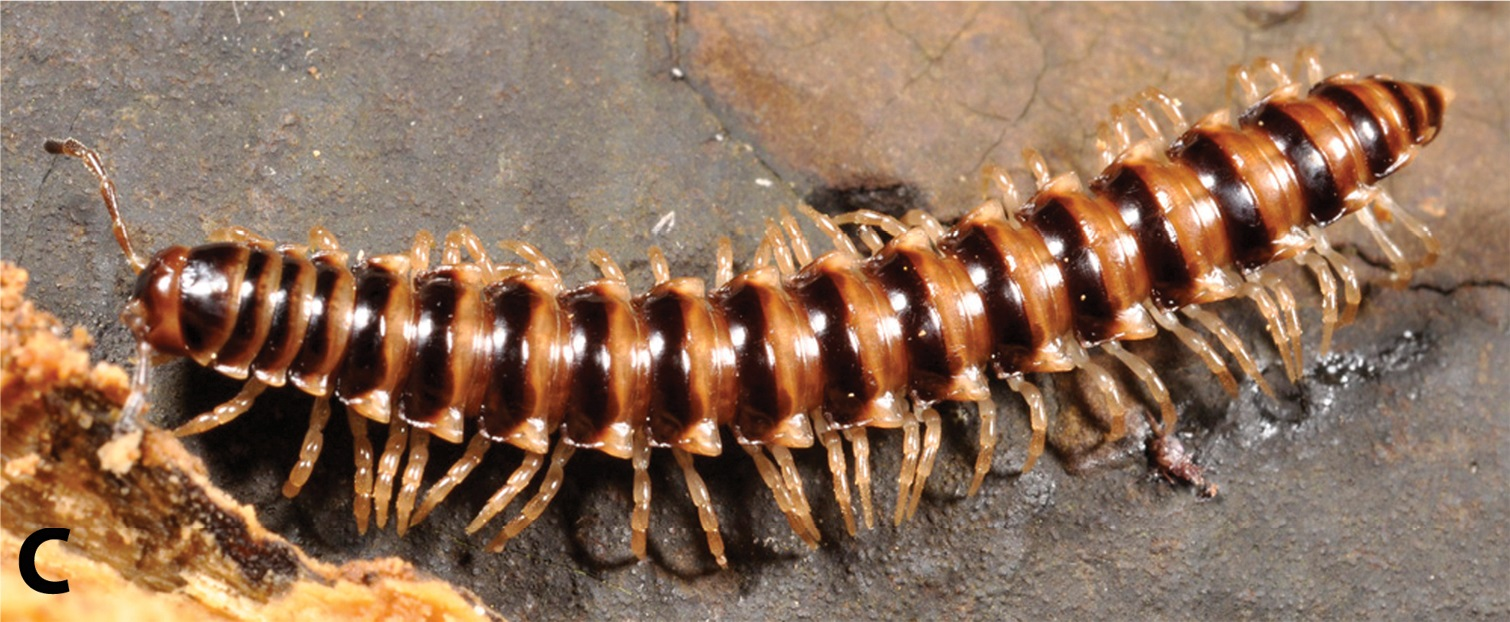
Многоножка Chamberlinius с японских островов Рюкю

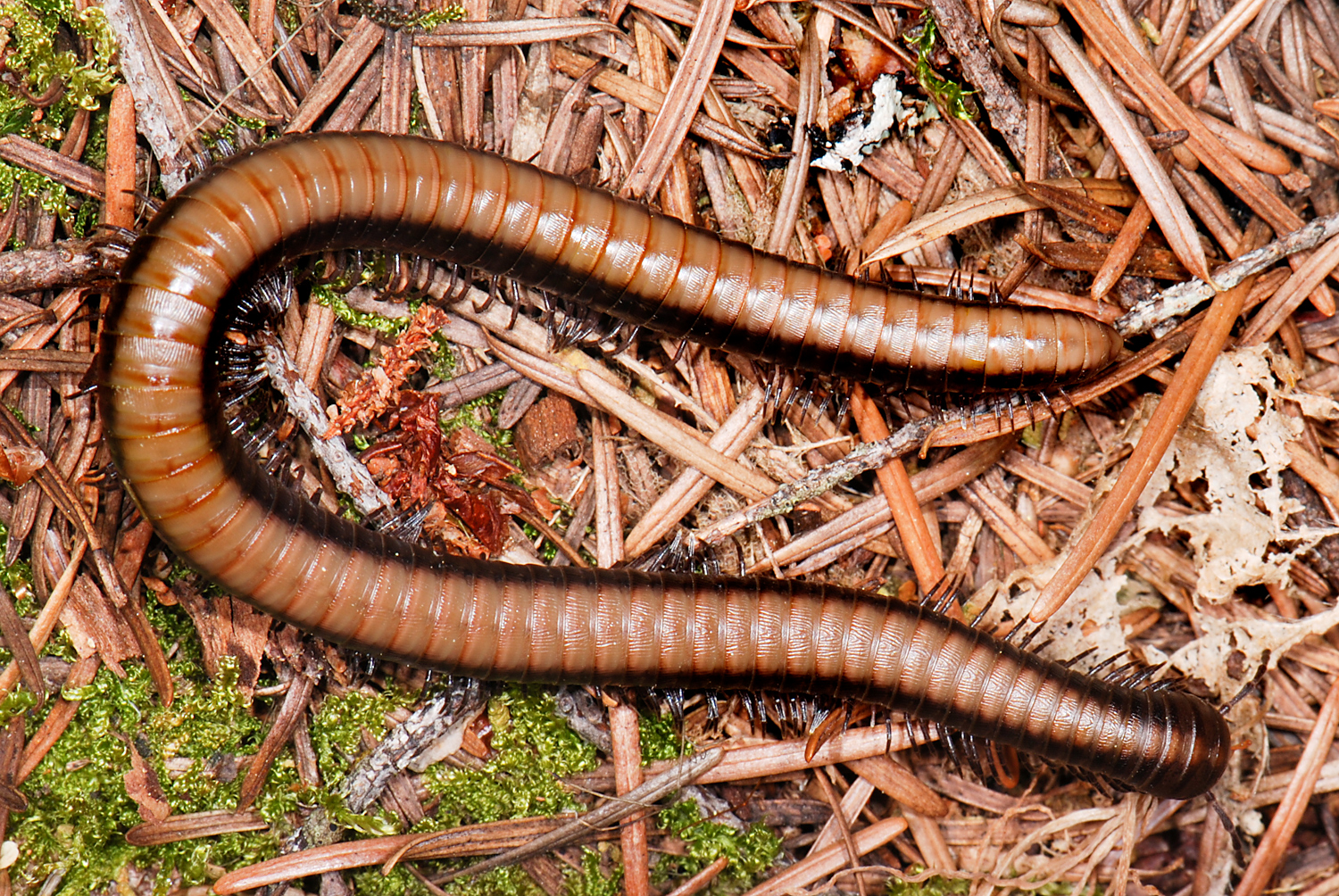
Многоножка Californiulus chamberlini, США

Таксоны (например, род или вид), названные в честь Чемберлина, перечислены ниже, за которыми следуют автор (ы) и год присвоения названия, а также таксономическая группа (класс, отряд, семейство). Таксоны перечислены в соответствии с первоначальным описанием: последующие исследователи могли переименовать таксоны или сделать некоторые из них недействительными синонимами ранее названных таксонов. В его честь названы следующие таксоны пауков, муравьёв, многоножек и других беспозвоночных:
- Symmyrmica chamberlini  Wheeler W. M. 1904 (Formicidae)[86][87]
- Messor chamberlini  Wheeler W. M. 1915 (Formicidae)[88][89]
- Paeromopus chamberlini  Brolemann, 1922 (Julida)[90]
- Tibellus chamberlini  Gertsch, 1933 (Philodromidae)[91]
- Hivaoa chamberlini  Berland, 1942 (Tetragnathidae)[92]
- Euglena chamberlini  D. T. Jones, 1944 (Euglenoidea)[93]
- Chondrodesmus chamberlini  Hoffman, 1950 (Polydesmida)[94]
- Chamberlinia  Machado, 1951 (Geophilomorpha, Oryidae)
- Haploditha chamberlinorum  Caporiacco, 1951[i] (Pseudoscorpionida)
- Rhinocricus chamberlini  Schubart, 1951 (Chilognatha)[96][97][98]
- Chamberlineptus  Causey, 1954 (Spirostreptidae)[99]
- Varyomus  Hoffman, 1954 (Polydesmida)[100]
- Chamberlinius  Wang, 1956 (Polydesmida)[101][102]
- Haplodrassus chamberlini  Platnick & Shadab, 1975 (Gnaphosidae)[103]
- Myrmecodesmus chamberlini  Shear, 1977 (Polydesmida)[104]
- Aphonopelma chamberlini  Smith, 1995 (Theraphosidae)[62]
- Mallos chamberlini  Bond & Opell, 1997 (Dictynidae)[105]
- Pyrgulopsis chamberlini  Hershler, 1998 (Gastropoda)[106]

### Комментарии
1. ↑  Монтгомери, назвавший двадцать видов пауков-волков, из которых Чемберлин признал только два, критикуя Чемберлина и защищая свой собственный вид, писал, что «главным недостатком [его] пересмотра, по-видимому, было недостаточное количество типового материала»[16]
2. ↑   Биолог Ralph Crabill Jr. называет датой смерти Чемберлина 31 октября[14]. В некрологах Чемберлина в Deseret News и The Salt Lake Tribune[англ.] опубликованных в среду 1 ноября 1967 года, в обоих говорится, что Чемберлин «умер во вторник в больнице Солт-Лейк-Сити»[5]. Однако, Behle (1990) называет дату смерти Чемберлина 30 сентября 1967 года[8].
3. ↑  Дюррант насчитал 403 статьи в 1958 году, из которых девять вышли до 1900 года[9]. Его статьи выходили, как минимум до 1966 года[56] и в некрологе перечислено 407 публикаций[5].
4. ↑  Одна такая их совместная публикация называлась просто «Сто новых видов американских пауков»: «A hundred new species of American spiders»[60].
5. ↑  Chamberlin, Ralph V. (1901). List of the myriapod family Lithobiidae of Salt Lake county, Utah, with descriptions of five new species. Proceedings of the United States National Museum. 24 (1242): 21–25. doi:10.5479/si.00963801.1242.21.
6. ↑  Чемберлин, австрийский зоолог Карл Эттемс и немецкий зоолог Карл Вильгельм Фергеф каждый описали более чем  1000 видов многоножек[68].
7. ↑  Дюррант и Беле, первые два аспиранта по орнитологии в Университете Юты, работали в основном под руководством Чемберлина, хотя были записаны как студенты Ангуса М. Вудбери[8]:113. Беле много публиковался о птицах Юты. Диссертация Дюрранта так и не была опубликована, и он стал прежде всего известен как маммолог[8].
8. ↑  Чемберлин писал, что он был среди гошутов весной 1901 года[76].
9. ↑  Назван в честь двух Чамберлинов, Ральфа и его племянника Конрада Чамберлина[95]